# Гарни, Джеймс
Джеймс Гарни (англ. James Gurney; 14 июня 1958, Пало-Алто, Калифорния) — американский художник-иллюстратор, писатель, наибольшую известность получил за создание серии иллюстрированных книг «Динотопия», представленных в форме исследовательских дневников XIX века с острова утопии, где совместно проживают люди и динозавры.

## Ранняя жизнь
Гарни вырос в Пало-Алто, Калифорния, он был пятым ребёнком в семье Роберта и Джоанны Гарни. С детства увлеченный искусством, он учился рисовать по книгам Нормана Роквелла и Говарда Пайла.
Он обучался археологии в Калифорнийском университете в Беркли, получил степень бакалавра в области антропологии в 1979 с знаком отличия Phi Beta Kappa. После этого Джеймс Гарни обучался иллюстрации в Художественном колледже дизайна, Калифорния в течение нескольких семестров. В июне 1980 года Гарни совершил путешествие по стране на грузовых поездах со своим другом, художником Томасом Кинкейдом. В 1982 году они издали книгу «Руководство для художников по созданию эскиза» (The Artist’s Guide to Sketching), получившее хорошие продажи. Гарни и Кинкейд также работали художниками декораций к мультфильму Огонь и лед, спродюсировнному Ральфом Бакши и Фрэнком Фазеттой.

## Творчество
Независимая карьера Гарни в области иллюстрации началась в 1980-х, когда он разработал собственный характерный стиль реалистичного изображения фантастических сцен, написанных маслом, с использованием академических методов иллюстраторов Золотого Века. Он написал более 70 обложек для научно-фантастических и фэнтези журналов, а также создал несколько марок для почтовой службы США, в частности «Мир динозавров» в 1996 году.
Начиная с 1983 года Гарни начал вести работу более чем над дюжиной проектов от National Geographic, включая реконструкций древних цивилизаций этрусков, Моче и Мероитского царства, а также путешествий Ясона и Одиссея c Тимом Северином.
Вдохновение, пришедшее от исследования этих археологических реконструкций, привело к созданию серии панорам утраченного мира, включающей «Город водопадов» (Waterfall City) 1988-го и «Парад динозавров» (Dinosaur Parade) 1989 годов. При поддержке издателей Иэна и Бетти Баллантайн, Гарни прекратил свою внештатную работу и посвятил два года иллюстрированию и написанию книги «Динотопия. Земля вне времени» («Dinotopia: a Land Apart from Time»), опубликованной в 1992-м. Книга попала в список бестселлеров New York Times и выиграла «Хьюго», Всемирную премию фэнтези, премии «Челси», «Спектрум» и Колорадскую премию детской книги. Она разошлась тиражом более миллиона экземпляров и была переведена на 18 языков.
Динотопия имеет несколько продолжений, написанных и проиллюстрированных также Гарни: «Динотопия. Подземный мир» (1995), «Динотопия. Первый полет» (1999) и «Динотопия. Путешествие в Чандару» (2007). Оригинальные работы Гарни из книг «Динотопия» выставлены в Национальном музее естественной истории Смитсоновского института, в музее Нормана Роквелла, в Королевском Тирреловском палеонтологическом музее и в настоящее время находятся в музеях США и Европы.
На 2023 год, две последних книги Джеймса Гарни являются пособиями по рисованию: «Как нарисовать то, что не существует» (Imaginative realism) 2009 и «Цвет и свет» (Color and Light: A Guide for the Realist Painter) 2010. Эти книги основаны на блоге Гарни, в котором он дает советы иллюстраторам и художникам.
В 2014 году в Португалии палеонтологи обнаружили скелет крупнейшего хищника Европы, которого назвали в честь Джеймса Гарни - Torvosaurus gurneyi.